# Rumrillara
× Rumrillara, (abreviado Rumrillara) en el comercio, es un híbrido intergenérico entre los géneros de orquídeas Ascocentrum × Neofinetia × Rhynchostylis. Fue publicado en Orchid Rev. 77(915) noh: 3 (1969).